# Кенгуру (бронетранспортёр)
M30 «Кенгуру» (Kangaroo) — общее название импровизированных тяжёлых бронетранспортёров в армиях союзников времён Второй мировой войны.

## История создания
Самые ранние версии Kangaroo были созданы на базе легких танков M3 и M5 Стюарт, которые использовались в качестве артиллерийских тягачей в кампании в Северной Африке. Они были эффективны в своей роли, но попытки солдат использовать их в качестве импровизированных БТР оказались неразумными из-за очень легкой брони Стюарта.
В июле 1944 года 1-я Канадская армия генерал-лейтенанта Гарри Крирара была обеспокоена нехваткой кадров из-за боевых потерь. Хотя британские и канадские войска получили несколько американских полугусеничных бронетранспортеров M3, поставки к этому моменту были сильно сокращены из-за потребности в них самих американцев. Однако самоходной артиллерии и танков в настоящее время имеется избыточный запас, а значительная их часть не используется. Генерал-лейтенант Гай Симондс, командующий 2-м Канадским корпусом, разработал «Кенгуру» в качестве удобной альтернативы специально созданным БТР.
Первые «Кенгуру» были переоборудованы из 72 самоходок M7 Прист трех полков полевой артиллерии 3-й Канадской пехотной дивизии. Прист были «лишены сана» в Advanced Workshop Depot под кодовым названием «Кенгуру», убрав 105-мм пушку и боеприпасы, и отделив кабину водителя от остальной части машины. Некоторым Прист, у которых еще не было пулеметных установок, установили импровизированные. Когда в конце июля 3-я канадская пехотная дивизия была перевооружена буксируемыми 25-фунтовыми пушками-гаубицами, у остальных САУ были убраны 105-мм орудия и переоборудованы в «Кенгуру». Позднее «Кенгуру» были созданы на базе Шермана, Черчилля и Рэм. Процесс был в целом аналогичным: вся башня убиралась, хранилище боеприпасов удалено, сиденья были установлены в районе башни, а кабина водителя отделена. Корпусные пулеметы были сохранены, а новые пулеметы иногда устанавливались на башенное кольцо. В целом «Кенгуру» должны были перевозить от 8 до 12 солдат, хотя, как и в случае с войсками, едущими на танках, чаще всего просто вмещали столько, сколько могло поместиться, не рискуя упасть.
«Прист-Кенгуру» впервые были использованы 8 августа 1944 году к югу от Кана во время операции «Суммирование» в качестве дополнения к уже имеющимся БТР. Когда переоборудованные «Кенгуру» были возвращены в США, был введён в эксплуатацию другой танк — Рэм, который использовался в качестве учебных машин, когда Канадские бронетанковые соединения перевооружались на Шерманы. Рэм были отправлены во Францию и должным образом переоборудованы, развертываясь по частям по мере их прибытия.
«Рэм-Кенгуру» впервые были использованы 3 мая 1945 года в Гамбурге во время штурма Гавра. Поступил на вооружение канадцев по частям в сентябре 1944 года, но в декабре эти небольшие подразделения были объединены в 1-й канадский бронетранспортерный полк, присоединившийся к 49-му британскому бронетранспортерному полку под руководством британцев. 79-я бронетанковая дивизия, которая была административным подразделением для развертывания специализированных боевых машин поддержки, известных как «Игрушки Хобарта».
«Шерман-Кенгуру» были переделаны для использования 8-й британской армией в Италии. Убирание башни у Шермана и некоторых внутренних приспособлений позволило разместить до 10 солдат.

## Галерея

Разновидности
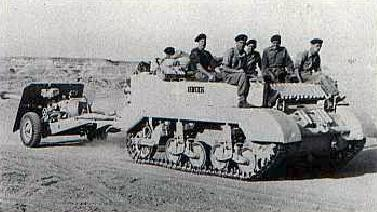
«Стюарт-Кенгуру» на базе танка «Стюарт»
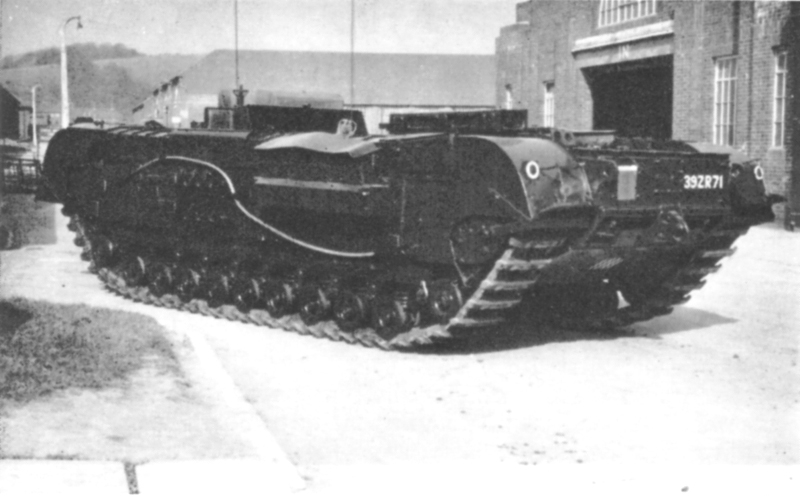
«Черчилль-Кенгуру» на базе танка «Черчилль»
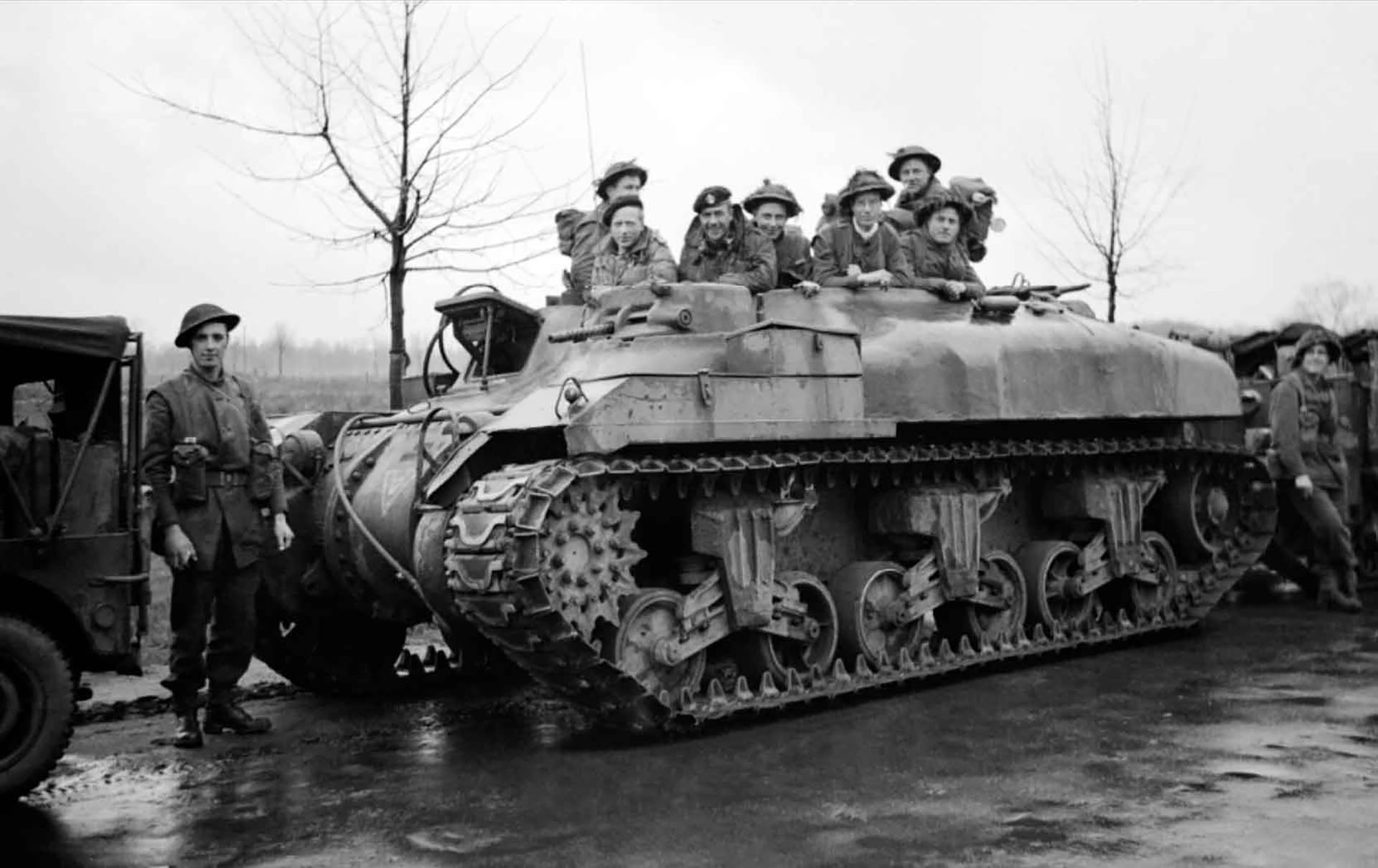
«Рэм-Кенгуру» на базе танка «Рэм»
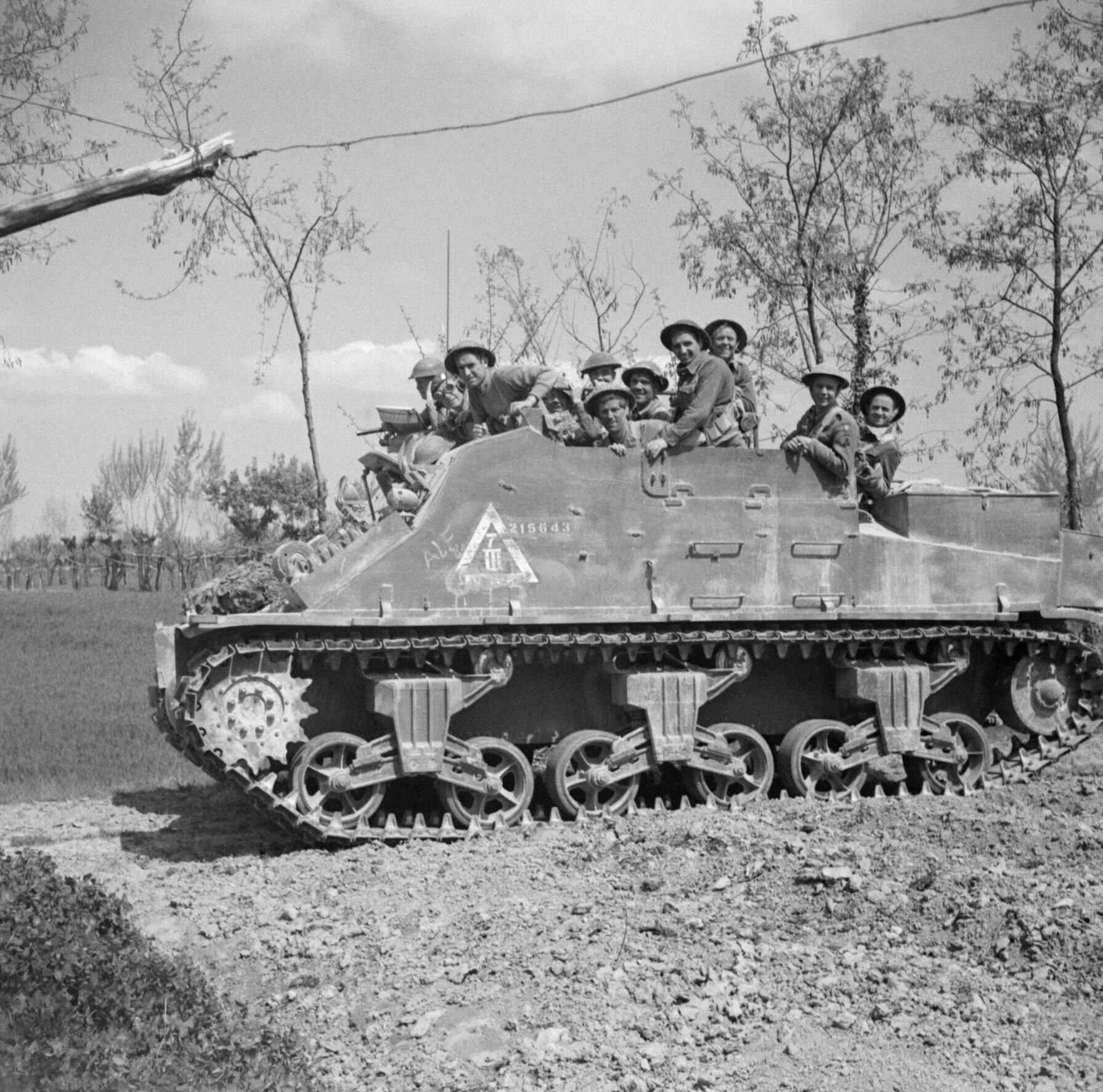
«Прист-Кенгуру» на базе САУ «Прист»